# 宮崎県の市町村章一覧
宮崎県の市町村章一覧（みやざきけんのしちょうそんしょういちらん）は、宮崎県内の市町村に制定されている、あるいは制定されていた市町村章の一覧である。なお、一覧の順序は全国地方公共団体コード順による。廃止された市町村章は廃止日から順に掲載している。

## 市部
| 市       | 市章 | 由来                                                                           | 制定日        | 備考                                                                                               |
| -------- | ---- | ------------------------------------------------------------------------------ | ------------- | -------------------------------------------------------------------------------------------------- |
| 宮崎市   |      | 「宮」を扇形に図案化したもの                                                   | 1925年7月1日  | |
| 都城市   |      | 三つの矢で「都」とそれを合わせて「和」を表している                             | 2006年1月1日  | 旧・都城市制時の1933年8月5日に2代目の市章として制定され、新制後も継承される 市旗は別デザインである |
| 延岡市   |      | 周囲は「の」・中央は「べ」・全体は「岡」を示したもの                           | 1934年3月28日 | |
| 日南市   |      | 「日」と四つの「海」を表している                                               | 2009年11月2日 | 旧・日南市制時の1950年12月20日に制定され、新・日南市発足後に継承される                             |
| 小林市   |      | 「K」を図案化したもの                                                          | 2006年3月20日 | 色は赤色・緑色・青色が指定されている                                                               |
| 日向市   |      | 「日向」を図案化したもの                                                       | 1951年4月1日  | |
| 串間市   |      | 四つの「く」を合わせて、「串」と読ませ、中央の空白部は分銅の「宝」を象ったもの | 1955年7月13日 | |
| 西都市   |      | 「西」を表したものに「と」を構成したもの                                       | 1961年4月1日  | |
| えびの市 |      | 二筋の雲で全体的に「え」を表し、霧島山の三角形に意味している                   | 1974年4月11日 | えびの町制時かつえびの市制時から1974年4月10日の市章の制定日までは未制定であった                    |

## 町村部
| 郡       | 町村     | 町村章 | 由来                                               | 制定日         | 備考                                                                                    |
| -------- | -------- | ------ | -------------------------------------------------- | -------------- | --------------------------------------------------------------------------------------- |
| 北諸県郡 | 三股町   |        | 銀杏を図案化し、「三」を葉で近代的に意匠化たもの   | 1971年8月1日   | 1954年1月1日に三股村章として制定され、町制施行後に継承される                            |
| 西諸県郡 | 高原町   |        | 「高」を「ハル」で囲んだもの                       | 1962年4月20日  |                                                                                         |
| 東諸県郡 | 国富町   |        | 「国」を図案化し、三つの「ト」で「富」を表している | 1958年3月13日  |                                                                                         |
| 東諸県郡 | 綾町     |        | 「綾」を丸く図案化したもの                         | 1822年頃       | 町村制施行前に制定され、綾村制施行後かつ町村制施行後に継承される 町旗は別デザインである |
| 児湯郡   | 高鍋町   |        | 上部は「タカナ」・下部は「ベ」を表している         | 1966年10月1日  | 1966年9月2日に入選が決定した                                                            |
| 児湯郡   | 新富町   |        | 「シントミ」を変形し左右対称的に図案化したもの     | 1962年1月1日   |                                                                                         |
| 児湯郡   | 西米良村 |        | 「米」を図案化したもの                             | 1966年9月14日  | 色は図案の部分を緑色・周囲を黄色で縁どり、そして紫色が指定されている                    |
| 児湯郡   | 木城町   |        | 「木」を羽ばたく鳥に図案化したもの                 | 1974年4月11日  |                                                                                         |
| 児湯郡   | 川南町   |        | 「川」を配し、三つの「ナ」を表し「南」としたもの   | 1953年2月11日  |                                                                                         |
| 児湯郡   | 都農町   |        | 「つの」を組み合わせて図案化したもの               | 1955年10月15日 |                                                                                         |
| 東臼杵郡 | 門川町   |        | 「門川」を図案化したもの                           | 1955年2月      | 町旗は別デザインである                                                                  |
| 東臼杵郡 | 諸塚村   |        | 「も」を図案化したもの                             | 1973年12月25日 |                                                                                         |
| 東臼杵郡 | 椎葉村   |        | 「シ」を臼で表したもの                             | 1973年11月5日  | 村旗は別デザインである                                                                  |
| 東臼杵郡 | 美郷町   |        | 「み」と若葉を組み合わせたもの                     | 2006年3月13日  | 色は水色と緑色が指定されている                                                          |
| 西臼杵郡 | 高千穂町 |        | 幽邃境を表している                                 | 1951年3月17日  |                                                                                         |
| 西臼杵郡 | 日之影町 |        | 「ヒノ」を図案化したもの                           | 1955年12月19日 |                                                                                         |
| 西臼杵郡 | 五ヶ瀬町 |        | 「五」を草書体に図案化したもの                     | 1961年10月1日  |                                                                                         |

## 廃止された市町村章
| 市郡     | 町村     | 市町村章       | 由来 | 制定日        | 廃止日        | 備考 |
| -------- | -------- | -------------- | --- | ------------- | ------------- | --- |
| 都城市   |          |                | 三つの「矢」と「古」を表したもの                                                                                      | 不明          | 1933年8月5日  | 造船技術者かつ経営者の須田利信による作品である 都城町章として制定され、市制施行後に初代の市章として継承された            |
| 西諸県郡 | 飯野町   |                | 不明 | 不明          | 1966年11月3日 | |
| 西諸県郡 | 加久藤町 |                | 外側は「加」を円く型どり、平和を意味するもの・内側の「藤」はフジの花で表現し、それらを図案化してさらに近代化したもの  | 1962年2月11日 | 1966年11月3日 | 町制施行7周年を記念して制定された                                                                                        |
| 西諸県郡 | 真幸町   | 不明           | 不明 | 不明          | 1966年11月3日 | |
| 北諸県郡 | 山之口町 |                | 三つの山と円を表している                                                                                              | 1964年11月3日 | 2006年1月1日  | |
| 北諸県郡 | 高城町   |                | 外周は七つの三角と内周は「高」を配している                                                                            | 1954年2月11日 | 2006年1月1日  | 町旗は別デザインである                                                                                                   |
| 北諸県郡 | 山田町   |                | 「山田」を円で表し、組み合わせたもの                                                                                  | 1955年1月31日 | 2006年1月1日  | 町旗は別デザインである                                                                                                   |
| 北諸県郡 | 高崎町   |                | 三つの「T」を図案化し、中心にタチバナの花を描いたもの                                                                 | 1968年3月12日 | 2006年1月1日  | 緑色と橙色が指定されている                                                                                               |
| 東臼杵郡 | 南郷村   | （著作権存続） | 「ナン」を組み合わせ、太陽の円を表している                                                                            | 1969年1月     | 2006年1月1日  | 1970年4月に再制定された                                                                                                  |
| 東臼杵郡 | 西郷村   |                | 「さ」を近代的に図案化したもの                                                                                        | 1970年10月1日 | 2006年1月1日  | |
| 東臼杵郡 | 北郷村   |                | 「北」を近代的に図案化したもの                                                                                        | 1975年11月1日 | 2006年1月1日  | |
| 東諸県郡 | 高岡町   |                | 月知梅の梅の花を象ったもの                                                                                            | 1955年4月1日  | 2006年1月1日  | |
| 宮崎郡   | 田野町   |                | 「た」を表し、円の星を合わせて「の」で象ったもの                                                                      | 1977年8月22日 | 2006年1月1日  | 深緑色が指定されている                                                                                                   |
| 宮崎郡   | 佐土原町 |                | 「佐」を図案化したもの                                                                                                | 1972年4月1日  | 2006年1月1日  | 緑色と白色が指定されている                                                                                               |
| 東臼杵郡 | 北方町   |                | 「◎（二重丸）」は緯線にして地球を表し、丸の中に常に北側（North）の方位を指し示す「★（星）」形のマークをあしらったもの | 1913年1月8日  | 2006年2月20日 | 北方村章として制定され、町制施行後に継承された                                                                           |
| 東臼杵郡 | 北浦町   |                | 外円の四つは四大字を象り、中円は「北」を図案化し、四方に羽ばたいたもの                                                | 1972年11月1日 | 2006年2月20日 | 町旗は別デザインである                                                                                                   |
| 東臼杵郡 | 東郷町   |                | 「とう」を円型かつ両翼にして図案化したもの                                                                            | 1960年7月20日 | 2006年2月20日 | 東郷村制時に制定され、1969年4月1日に再制定された町旗は別デザインである                                                   |
| 小林市   |          |                | 「小林」を図案化したもので、中央は「小」の字を納め、外は「林」を左右に丸く配したもの                                  | 1950年4月1日  | 2006年3月20日 | 小林町制時の1923年12月25日に町章として制定され、市制施行後に再制定され、1980年10月1日に更に再制定された 初代の市章である |
| 西諸県郡 | 須木村   |                | 「スキ」を図案化したもの                                                                                              | 1960年4月     | 2006年3月20日 | 色は茶色が指定されている                                                                                                 |
| 東臼杵郡 | 北川町   |                | 青空と北川の清流・北側の山々と若杉を表したもの                                                                        | 1972年11月1日 | 2007年2月13日 | 色は青色と緑色が指定されている                                                                                           |
| 南那珂郡 | 北郷町   |                | 「キタゴウ」を図案化したもの                                                                                          | 1959年1月1日  | 2009年3月30日 | 1981年7月1日に再制定された                                                                                               |
| 南那珂郡 | 南郷町   |                | 「な」を円形に図案化したもの                                                                                          | 1959年2月1日  | 2009年3月30日 | |
| 西諸県郡 | 野尻町   |                | 「の」を図案化し、左右を三枚羽根にしたもの                                                                            | 1963年2月11日 | 2010年3月23日 | |
| 宮崎郡   | 清武町   |                | 「き」を大空に飛び上る鳥のように図案化し、「ヨ」を伸びる竹の円で描いたもの                                            | 1951年6月10日 | 2010年3月23日 | 1954年6月に再制定された色は緑色が指定されている                                                                          |

### 書籍
- 小学館辞典編集部 編『図典 日本の市町村章』（初版第1刷）小学館、2007年1月10日。ISBN 4095263113。
- 近藤春夫『都市の紋章 : 一名・自治体の徽章』行水社、1915年。NDLJP:955061
- 中川幸也『シリーズ人間とシンボル第2号「都市の旗と紋章」』中川ケミカル、1987年10月11日。
- 丹羽基二『日本の市章 （西日本）』保育社、1984年5月5日。
- 望月政治『都章道章府章県章市章のすべて』日本出版貿易株式会社、1973年7月7日。
- NHK情報ネットワーク『NHKふるさとデータブック10 [九州 2]』日本放送協会、1992年5月1日。

### 自治体書籍
- 美郷町役場『美郷町例規集』宮崎県東臼杵郡美郷町。
- 南郷村編纂委員会『南郷村史』宮崎県東臼杵郡南郷村、1996年3月。
- 西郷村役場『西郷村例規集』宮崎県東臼杵郡西郷村。
- 北郷村役場『北郷村例規集』宮崎県東臼杵郡北郷村。
- 北方町役場『北方町例規集』宮崎県東臼杵郡北方町。
- 北浦町役場『北浦町勢要覧』宮崎県東臼杵郡北浦町。
- 佐土原町役場『佐土原町例規集』宮崎県宮崎郡佐土原町。